# Bureau de la paroisse catholique de Novi Sad (Plebanija)
Le bureau de la paroisse catholique de Novi Sad (en serbe cyrillique : Римокатолички жупни уред у Новом Саду ; en serbe latin : Rimokatolički župni ured u Novom Sadu), également connu sous le nom de « Plebanija » (Плебанија), est situé à Novi Sad, la capitale de la province autonome de Voïvodine, en Serbie. En raison de sa valeur architecturale et historique, ce bâtiment, construit en 1808, est inscrit sur la liste des monuments culturels de grande importance de la république de Serbie (identifiant n° SK 1163).

## Historique
Le bâtiment, situé 3 Katolička porta (le « Parvis catholique »), à proximité immédiate de l'église du Nom-de-Marie, a été construit en 1808 à l'emplacement d'un ancien cimetière. L'architecte Georg Effinger en a conçu les plans, dans un style mêlant classicisme et baroque,,. Contrairement à beaucoup d'autres constructions de Novi Sad, il n'a pas été endommagé au moment de la révolution hongroise de 1849.

## Architecture
De forme rectangulaire, il est constitué d'un rez-de-chaussée et d'un étage, avec une façade rythmée par une avancée centrale peu profonde ornée de quatre pilastres surmontés de chapiteaux ioniques ; au-dessous de la corniche la séparant du toit, l'avancée est longée horizontalement par un feston saillant orné de guirlandes, de couronnes et de glands. Le caractère symétrique de la façade, dotée de fenêtres rectangulaires, est souligné par cette avancée. Le toit à croupe, doté de deux grandes cheminées, appartient à la tradition baroque,.
À l'intérieur de l'édifice se trouve un vestibule monumental. Au rez-de-chaussée se trouvent des pièces en arcades qui abritent les bureaux et les archives de l'église ainsi qu'une salle de cérémonie sur deux niveaux richement décorée de motifs en gypse. Le premier étage abrite des appartements privés,.

## Fouilles
En 2006, des fouilles dans l'ancien cimetière ont été réalisées avant les travaux d'aménagement de la place où se trouve le bâtiment.